# Zwaard van Ommerschans
Het zwaard van Ommerschans is een ceremonieel of ritueel zwaard uit de bronstijd. Het bronzen zwaard werd in 1896 in de omgeving van Ommerschans gevonden.
Het zwaard van Ommerschans is een toonbeeld van vakmanschap van de bronsgieter. Het is 68,3 centimeter lang en weegt 2,8 kg, en is daarom te groot en te zwaar om mee te vechten. Het is niet geslepen en is niet op een gevest gemonteerd en heeft daarvoor ook geen bevestigingsgaten. Het heeft de vorm van een prehistorische dolk maar is veel groter. Het reuzenzwaard heeft daarom waarschijnlijk alleen een ceremoniële of een rituele functie gehad. Het lijkt erop dat deze kostbare zwaarden offergaven waren, omdat drie van de zes bekende exemplaren waren geplaatst in een moerassige omgeving. 
Dit type zwaard staat nu bekend als het Plougrescant-Ommerschans zwaard.
Er zijn slechts zes van zulke zwaarden in West-Europa gevonden. Hoewel ze allen verschillen in afmeting is het ontwerp hetzelfde. Ze zijn dus niet in dezelfde mal maar mogelijk wel op de zelfde plaats vervaardigd. De andere vijf Plougrescant-Ommerschans zwaarden zijn:
- Zwaard van Plougrescant
- Zwaard van Jutphaas
- Zwaard van Beaune
- Zwaard van Oxborough
- Zwaard van Rudham

## Geschiedenis
Het zwaard werd ca. 3500 jaar geleden tezamen met enkele beitels, naalden, een scheermes en slijpsteentjes in een veenmoeras achtergelaten en in 1896 teruggevonden in een heideveld ten zuiden van Ommerschans, even ten noorden van de Maatschappijwijk, door de 21-jarige landarbeider Geert Remmelts. Het zwaard lag volgens de overlevering onder het veen op een soort platform van berken paaltjes die op het onderliggende zand lagen. 
De vinder van het zwaard en zijn vader wilden aanvankelijk met het zwaard naar het gemeentehuis in Ommen gaan, maar besloten uiteindelijk het aan zijn werkgever, de heer Eduard Lüps, de Duitse eigenaar van landgoed Junne aan de andere zijde van de Vecht, af te staan. Lüps zag het zwaard als zijn eigendom en het lag het ruim 30 jaar in de woning van de jachtopziener in Junne. Jan Hendrik Holwerda, conservator van het Rijksmuseum van Oudheden, probeerde in 1927 om het voor een aanzienlijk bedrag aan te kopen, maar was alleen in staat er een gipsen afgietsel van te maken. Het zwaard verhuisde met de Duitse eigenaar Eduard Lüps naar Beieren. In 2016 werd er voor de tentoonstelling Vlijmscherp verleden van het RMO weer contact gezocht met de familie Lüps. In 2017 besloot de familie het zwaard en bijbehorende vondsten bij Christie's te veilen. Bij deze gelegenheid kon het museum het alsnog verwerven voor een bedrag dat 2000 maal hoger was dan het bod van Holwerda in 1927. 